# Représentant spécial du secrétaire général de l'Organisation des Nations unies
 (août 2024).
Si vous disposez d'ouvrages ou d'articles de référence ou si vous connaissez des sites web de qualité traitant du thème abordé ici, merci de compléter l'article en donnant les références utiles à sa vérifiabilité et en les liant à la section « Notes et références ».
Le représentant spécial du secrétaire général de l'ONU est un expert international qui a été nommé par le secrétaire général des Nations unies pour le représenter lors de réunions avec les chefs d'État ou responsables nationaux, sur les questions essentiellement des droits de l'homme.
Les représentants spéciaux du secrétariat de l'ONU peuvent effectuer des visites dans les pays à enquêter sur les allégations de violations des droits de l'homme en tant que négociateurs, au nom de l'Organisation des Nations unies.

## Représentants spéciaux actuels
- Mahamat Saleh Annadif, représentant spécial du secrétaire général et chef du mission multidimensionnelle intégrée des Nations unies pour la stabilisation au Mali (MINUSMA).
- Leila Zerrougui, représentante spéciale pour les enfants et les conflits armés.
- Yash Ghai, représentant spécial sur les droits de l'homme au Cambodge.
- Hina Jilani, représentante spéciale sur les défenseurs des droits de l'homme.
- Walter Kälin, représentant spécial sur les droits de l'homme des déplacés internes.
- Staffan de Mistura, représentant spécial du secrétaire général pour le Sahara occidental.
- Edmond Mulet, représentant spécial de l'ONU pour Haïti et chef de la force de la MINUSTAH.
- John Ruggie, représentant spécial sur les droits de l'homme et les sociétés transnationales et autres entreprises.
- Margareta Wahlström, représentant spécial pour la prévention des catastrophes.
- Lamberto Zannier, représentant spécial du secrétaire général et chef de la Mission d'administration intérimaire des Nations unies au Kosovo (MINUK).
- Lisa Buttenheim, représentante spéciale du secrétaire général et chef de la mission de l'UNFICYP à Chypre.
- Mankeur Ndiaye, représentant spécial du secrétaire général et chef de la Mission des Nations unies en Centrafrique (MINUSCA), depuis le février 2019.
- Martin Kobler, représentant spécial du secrétaire général et chef de la Mission des Nations unies en Libye, depuis le 1er octobre 2015.
- Zainab Bangura, représentante spéciale des Nations unies dans le cadre de la campagne contre la violence sexuelle en période de conflit, depuis le 2012.

## Anciens représentants spéciaux
- Bert Koenders, pour le Côte d'Ivoire puis le Mali.
- Ian Martin, Tarek Mitri puis Bernardino León, pour la Libye.
- Mongi Hamdi, pour le Mali.
- Martti Ahtisaari, pour la Namibie
- Hédi Annabi, pour Haïti
- Jean Arnault, pour l'Afghanistan
- Jacques Paul Klein, pour le Libéria
- Bernard Kouchner, pour le Kosovo
- Jan Pronk, pour le Soudan
- Sérgio Vieira de Mello, pour le Timor oriental et l'Irak.
- Margot Wallström, pour la violence sexuelle dans les conflits.